# All Summer Long (Kid Rock)
All Summer Long è un singolo del cantautore statunitense Kid Rock, pubblicato il 30 marzo 2008 come terzo estratto dal nono album in studio Rock n Roll Jesus.

## Descrizione
Il brano utilizza un campionamento di Werewolves of London di Warren Zevon e di Sweet Home Alabama dei Lynyrd Skynyrd. Tale mashup è stato realizzato da Mike E. Clark ed è stato utilizzato come tema per il WWE Backlash 2008.

## Video musicale
Il videoclip è stato girato a Nashville, Tennessee e mostra Kid Rock al timone di una piccola imbarcazione su un lago, mentre contemporaneamente vengono mostrati due ragazzi che si comportano seguendo il testo della canzone. Kid Rock viene anche mostrato in compagnia di alcune ragazze, mentre festeggia su un'altra barca, e mentre canta il brano su una piattaforma sul lago, in piena notte. Alla fine del video, la piccola imbarcazione guidata da Kid Rock viene mostrata con la parola "cowboy" scritta sul retro.
Il video ha raggiunto la posizione numero 1 sia della classifica VSpot Top 20 Countdown che della Pop Chart del canale VH1.

## Tracce
CD Single
1. All Summer Long (Album Version)
2. Bawitdaba (Explicit Live Version)

CD Maxi
1. All Summer Long
2. Son Of Detroit (Live)
3. Bawitdaba (Live)

## Classifiche
| Classifica (2008)                          | Posizione più alta |
| ------------------------------------------ | ------------------ |
| Australia                                  | 1                  |
| Austria                                    | 1                  |
| Canada                                     | 17                 |
| Danimarca                                  | 21                 |
| Paesi Bassi                                | 3                  |
| Eurochart Hot 100 Singles                  | 1                  |
| Germania                                   | 1                  |
| Irlanda                                    | 1                  |
| Italia                                     | 7                  |
| Lussemburgo                                | 8                  |
| Polonia                                    | 4                  |
| Slovenia                                   | 1                  |
| Svezia                                     | 3                  |
| Svizzera                                   | 1                  |
| Official Singles Chart                     | 1                  |
| US Billboard Hot 100                       | 25                 |
| US Billboard Hot Adult Contemporary Tracks | 24                 |
| US Billboard Adult Top 40                  | 6                  |
| US Billboard Hot Country Songs             | 13                 |
| US Billboard Pop 100                       | 16                 |
| US Billboard Alternative Songs             | 38                 |
| US Billboard Mainstream Rock Songs         | 17                 |